# St. Margareth (Hochstein)

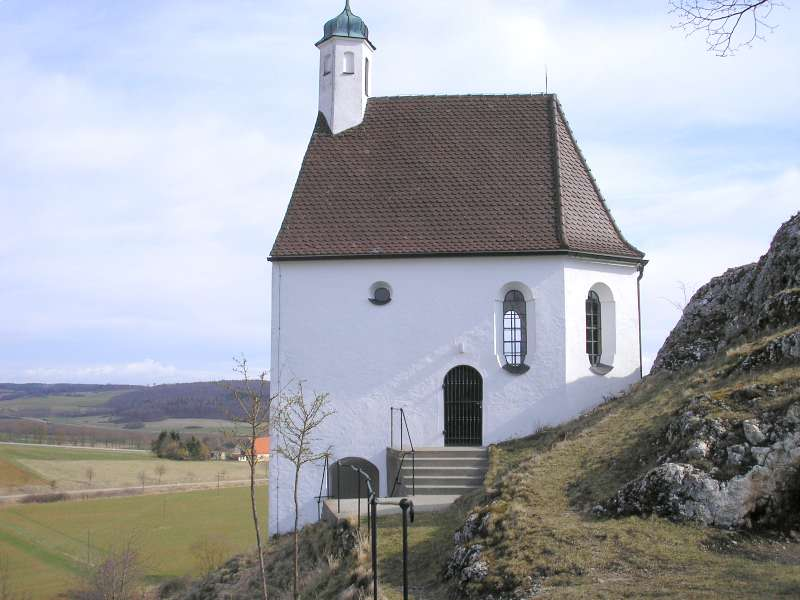
Kapelle St. Margareth auf dem Burgplateau

St. Margareth ist eine katholische Kapelle in Hochstein, einem Gemeindeteil von Bissingen im schwäbischen Landkreis Dillingen an der Donau in Bayern, die im 17. Jahrhundert errichtet wurde. Die Kapelle ist ein geschütztes Baudenkmal.

## Geschichte
Vermutlich in der ersten Hälfte des 17. Jahrhunderts zerstörte ein Brand die Burg Hochstein und die dazugehörige Kapelle. Die heutige Kapelle auf dem Burgplateau wurde Ende des 17. Jahrhunderts errichtet. Das Patrozinium St. Margareth wurde vermutlich von der Burgkapelle übertragen.

## Architektur
Auf dem höchsten Punkt des Burgplateaus erhebt sich die gekalkte Kapelle, die von einem sechseckigen Dachreiter mit Zwiebelhaube über dem Giebel des Satteldaches bekrönt wird. Der Chor ist dreiseitig geschlossen und wird von schlanken Fensteröffnungen durchbrochen.

## Ausstattung
Der Altar mit zwei Säulen und korinthischen Kapitellen stammt aus der Entstehungszeit der Kapelle. Er besitzt ein verkröpftes Gesims und Gebälk, im gesprengten Segmentgiebel steht auf einem Volutensockel eine Holzfigur des hl. Wendelin flankiert von kleineren Statuen der Heiligen Willibald und Walburga. In der halbrunden Mittelnische steht eine Statue der heiligen Margarethe und links von ihr ein Bischof, rechts von ihr steht die heilige Anna selbdritt. Sieben Votivtafeln des 18. und 19. Jahrhunderts und ein Opferstock mit Balusterfuß aus dem 17. Jahrhundert ergänzen die Ausstattung.